# Quercus albicaulis
Quercus albicaulis är en bokväxtart som beskrevs av Woon Young Chun och Wan Chang Ko. Quercus albicaulis ingår i släktet ekar, och familjen bokväxter.
Artens utbredningsområde är Hainan (Kina). Inga underarter finns listade.